# NGC 3990
NGC 3990 est une petite galaxie lenticulaire relativement rapprochée et située dans la constellation de la Grande Ourse. NGC 3990 a été découverte par l'astronome germano-britannique William Herschel en 1789.

## Caractéristiques

### Distance
Sa vitesse par rapport au fond diffus cosmologique est de 821 ± 18 km/s, ce qui correspond à une distance de Hubble de 12,1 ± 0,9 Mpc (∼39,5 millions d'al).
À ce jour, quatre mesures non basées sur le décalage vers le rouge (redshift) donnent une distance de 19,125 ± 13,697 Mpc (∼62,4 millions d'al), ce qui est à l'intérieur des valeurs de la distance de Hubble. La valeur moyenne de ces mesures est cependant 50% plus grande que la distance de Hubble. Cette galaxie, comme plusieurs des groupes de M101 et de M109, est relativement rapprochée du groupe local et on obtient presque systématiquement une distance de Hubble inférieure. Cela est sans doute dû à la vitesse propre des galaxies par rapport à la vitesse d'expansion de l'Univers et qui rend ainsi la loi de Hubble-Lemaître moins applicable. Notons que c'est avec la valeur moyenne des mesures indépendantes, lorsqu'elles existent, que la base de données NASA/IPAC calcule le diamètre d'une galaxie.

## Paire de galaxies
Selon E.L. Turner, les galaxies NGC 3990 et NGC 3998 forment une paire de galaxies rapprochées. Les mesures non basées sur le décalage confirment qu'elles sont voisines à des distances respectives de 20,040 et de 20,075 Mpc, ce qui n'est pas le cas des valeurs obtenues par le décalage (9,7 et 14,6 Mpc).

## Groupe de M101
Dans un article publié en 1998, Abraham Mahtessian indique que NGC 3990 fait partie d'un vaste groupe qui compte plus de 80 galaxies, le groupe de M101. Plusieurs galaxies de la liste de Mahtessian se retrouvent également dans d'autres groupes décrit par A.M. Garcia, soit le groupe de NGC 3631, le groupe de NGC 3898, le groupe de M109 (NGC 3992), le groupe de NGC 4051, le groupe de M106 (NGC 4258) et le groupe de NGC 5457. Mais, NGC 3990 ne se retrouve dans aucun de ces groupes.
Plusieurs galaxies des six groupes de Garcia ne figurent pas dans la liste du groupe de M101 de Mahtessian. Il y a plus de 120 galaxies différentes dans les listes des deux auteurs. Puisque la frontière entre un amas galactique et un groupe de galaxie n'est pas clairement définie (on parle de 100 galaxies et moins pour un groupe), on pourrait qualifier le groupe de M101 d'amas galactique contenant plusieurs groupes de galaxies.

## Amas de la grande Ourse et superamas de la Vierge
Le groupe de M101 fait partie de l'amas de la Grande Ourse, l'un des amas galactiques du superamas de la Vierge.